# Cmentarz żydowski w Sędziszowie Małopolskim
Cmentarz żydowski w Sędziszowie Małopolskim – kirkut mieści się przy ul. Szkarpowej. Został założony w XVII wieku. Ma powierzchnię 0,9 ha. Ostatni pogrzeb miał miejsce w 1943. W czasie II wojny światowej hitlerowcy zdewastowali nekropolię. 24 lipca 1942 zamordowali na nim 680 Żydów. Zachowała się tylko jedna macewa. Na zbiorowej mogile zamordowanych postawiono pomnik ku ich pamięci. Kirkut ogrodzony jest częściowo murem i płotem.